# Neşe Baykent
Neşe Baykent (* 2. Juni 1974 in Izmir) ist eine türkische Schauspielerin.

## Biografie
Baykent wurde am 2. Juni 1974 in Izmir geboren. Sie studierte an der Hacettepe-Universität. Ihr Debüt gab sie 2001 in dem Film Şellale. Im selben Jahr trat sie in der Fernsehserie Yeraltında Dünya Var auf. Anschließend bekam sie 2008 in Kınacılar Konağı eine Hauptrolle.
Von 2008 bis 2015 spielte sie in Unutma Beni mit. Außerdem wurde Baykent 2011 für Beni Affet gecastet. Zwischen 2015 und 2017 setzte sie ihre Karriere in Kara Sevda fort. Unter anderem war Baykent 2023 in Kısmet zu sehen.

## Filmografie
Filme
- 2001: Şellale

Serien
- 2001: Yeraltında Dünya Var
- 2008: Kınacılar Konağı
- 2008–2015: Unutma Beni
- 2011: Beni Affet
- 2013: Şefkat Tepe
- 2013–2015: Deniz Yıldızı
- 2013: Beni Deli Etme
- 2014: Kurt Seyit ve Şura
- 2015–2017: Kara Sevda
- 2018: Şahin Tepesi
- 2019–2020: Afili Aşk
- 2021: Baş Belası
- 2023: Kısmet